# Anthurium silvicola
Anthurium silvicola är en kallaväxtart som beskrevs av Adolf Engler. Anthurium silvicola ingår i släktet Anthurium och familjen kallaväxter. Inga underarter finns listade.